# Janine Schmitt
Janine Schmitt (* 26. Oktober 2000) ist eine Schweizer Skirennfahrerin.

## Biographie
Schmitt stammt aus Wangs und startet für den Skiverein Graue Hörner im benachbarten Mels. Sie gab ihr internationales Renndebüt am 14. November 2016 bei einem FIS-Slalom in Diavolezza. Ihr erstes internationales Grossereignis bestritt sie 2020 bei den Weltmeisterschaften in Narvik, wobei sie eine Medaille als Sechste um nur knapp zwei Zehntelsekunden verpasste. Bis zu diesem Zeitpunkt war Schmitt hauptsächlich bei FIS-Rennen in der Schweiz an den Start gegangen.
In den nachfolgenden Jahren startete Schmitt vermehrt im Europacup, wo sie sich langsam ins Spitzenfeld vorarbeitete. Am 2. Dezember 2022 gewann sie beim Super-G in Zinal ihr erstes Rennen im Europacup.
Am 20. Januar 2023 gab Schmitt bei der Abfahrt von Cortina d’Ampezzo ihr Weltcupdebüt, wobei sie mit Rang 40 die Weltcuppunkte noch deutlich verpasste. Bereits am darauffolgenden Tag erreichte sie den 26. Platz und gewann ihre ersten Weltcuppunkte.
Den bisher grössten Erfolg feierte sie mit dem Gewinn der Gesamtwertung sowie der Super-G-Wertung des Europacups in der Saison 2023/24, wobei ihr dies ohne einen einzigen Saisonsieg mit nur zwei Podestplatzierungen gelang. Sie siegte mit 4 Punkten Vorsprung auf die Französin Karen Clément.
Dadurch sicherte sich Schmitt einen Startplatz für die Weltcupsaison 2024/25 ausserhalb des Nationenkontingents.

## Erfolge

### Weltcup
- 2 Platzierungen unter den besten 30

### Juniorenweltmeisterschaften
- Narvik 2020: 6. Abfahrt, 15. Alpine Kombination, DNF Super-G, DNF Riesenslalom

### Europacup
- Saison 2023/24: 1. Gesamtwertung, 1. Super-G-Wertung, 6. Abfahrtswertung
- 8 Podestplätze, davon ein Sieg

| Datum            | Ort   | Land    | Disziplin |
| ---------------- | ----- | ------- | --------- |
| 2. Dezember 2022 | Zinal | Schweiz | Super-G   |

### Weitere Erfolge
- Schweizer Meisterin in der Abfahrt (2024)
- Schweizer Vizemeisterin in der Abfahrt (2021)
- Bronze bei den Schweizer Meisterschaften in der Alpinen Kombination (2021)
- 5 Siege bei FIS-Rennen